# 31式60ミリ迫撃砲
31式60ミリ迫撃砲（中国語: 三一式60公釐迫擊炮）は日中戦争の時期に50兵工廠で生産された迫撃砲。アメリカ合衆国製のM2 60mm 迫撃砲をモデルにして開発されたものである。中華民国政府が台湾に移転した後、陸軍が迫撃砲生産の必要性に迫られたが、50兵工廠は台湾に移転しておらず、やむなく61兵工廠（後に202兵工廠と改称）が模倣し製造を続けた。
31式とは民国31年（1942年）に由来している。
61兵工廠の前身は兵工署駐滬修理処戦車製造廠であり、台湾移転後に61兵工廠と改称されたものである。元来砲火兵器の製造能力に欠如しており、31式迫撃砲の関連図面も全て中国大陸にあったため、61兵工廠では実物をスケッチする方法で生産を開始した。工作機械が不十分な状況下であったが、約1ヶ月で製品を完成させている。
50兵工廠で生産された型のベースプレートは鉄板を手作業で叩いて製造したが、60兵工廠では量産化させるためにこの工程を省略している。1949年8月に試作品が兵工署の検収合格後に量産が開始され、1952年までに2,113門が製造された。
また朝鮮戦争においては、不足がちな榴弾砲を補完して、山岳浸透戦術の際の直接支援火力として重宝された。
| 生産数 |      |      |       |       |       |       |       |       |       |       |       |       |          |
| 工廠   | 1941 | 1942 | 1943  | 1944  | 1945  | 1946  | 1947  | 1948  | 1949  | 1950  | 1951  | 1952  | 総数(門) |
| 五十廠 | 200  | 800  | 900   | 1,500 | 2,200 | 4,500 | 8,390 | 8,390 | 8,390 |       |       |       | 18,490   |
| 十廠   |      |      | 2,770 | 2,770 | 2,770 | 8,515 | 8,515 | 8,515 | 8,515 |       |       |       | 11,285   |
| 四四廠 |      |      |       |       |       | 50    |       |       |       |       |       |       | 50       |
| 九十廠 |      |      |       |       |       |       |       | 450   |       |       |       |       | 450      |
| 六一廠 |      |      |       |       |       |       |       |       | 2,113 | 2,113 | 2,113 | 2,113 | 2,113    |